# うれし野
うれし野（うれしの）は、埼玉県ふじみ野市の町名。現行行政地名はうれし野一丁目からうれし野二丁目。住居表示実施済み区域。郵便番号は356-0056。

## 地理
北で苗間、東で市沢、南で大井、西で旭と隣接する。

## 世帯数と人口
2022年（令和4年）8月1日現在の世帯数と人口は以下の通りである。
| 町丁           | 世帯数    | 人口    |
| -------------- | --------- | ------- |
| うれし野一丁目 | 321世帯   | 782人   |
| うれし野二丁目 | 790世帯   | 1,758人 |
| 計             | 1,111世帯 | 2,540人 |

## 小・中学校の学区
市立小・中学校に通う場合、学区は以下の通りとなる。
| 丁目   | 番地      | 小学校                 | 中学校                 |
| ------ | --------- | ---------------------- | ---------------------- |
| 一丁目 | 1番       | ふじみ野市立大井小学校 | ふじみ野市立大井中学校 |
| 一丁目 | 2番〜12番 | ふじみ野市立東原小学校 | ふじみ野市立大井中学校 |
| 二丁目 | 全域      | ふじみ野市立東原小学校 | ふじみ野市立大井中学校 |

## 交通

### 鉄道
地区西部の境界線付近を東武東上線が通るが、駅は設置されていない。

### 道路
- 埼玉県道266号ふじみ野朝霞線

## 施設
- トナリエ ふじみ野 - 旧アウトレットモール・リズム
- 東入間警察署
- 産業文化センター
- JAいるま野ふじみ野支店
- 西ノ原中央公園
- うれし野公園
- うれし野1丁目くつろぎパーク
- うれし野2丁目くつろぎパーク